# Creech Air Force Base
La Creech Air Force Base è una base aerea militare dell'United States Air Force gestita dall'Air Combat Command e situata circa 1 miglio a nord dalla città di Indian Springs, nel Nevada.

## Informazioni Generali
Costruita nel 1943 come campo d'aviazione ausiliario in supporto all'addestramento dei cannonieri dell'Army Air Force e denominato Indian Spring Airport. Fu chiuso nel 1947 e successivamente riaperto nel 1949. Divenne la Indian Springs Air Force Base nel 1951. Fu trasferita sotto il controllo dell'Air Research and Development Command nel 1952. Fu rinominata Indian Springs Air Force Auxiliary Field ed assegnata alla Nellis Air Force Base nel 1964. Nel 2005 acquisì il nome odierno, in onore del Generale Wilbur L. "Bill" Creech, comandante del Tactical Air Command dal 1978 al 1984.

## Unità
Attualmente l'unità ospitante è il 432nd Wing.
Sono ospitati i seguenti reparti:
- 232nd Operations Squadron, Nevada Air National Guard
- 726th Operations Group, 926th Wing, Air Force Reserve Command
- 799th Air Base Group, 99th Air Base Wing